# Jazz at Lincoln Center
Jazz at Lincoln Center (JALC) est un club de jazz, situé près de Columbus Circle à New York, qui fait partie des institutions du centre culturel Lincoln Center for the Performing Arts. Il a pour mission de divertir et d'étendre le public du jazz par des concerts et des actions de pédagogie et de diffusion.
Le Jazz at Lincoln Center se trouve dans le Frederick P. Rose Hall, réservé aux spectacles vivants. Ce bâtiment, conçu par l'architecte Rafael Viñoly et inauguré en octobre 2004, fait partie intégrante du Time Warner Center. Il s'agit de la première salle de concert conçue exclusivement pour le jazz.

## Le Frederick P. Rose Hall
Le Frederick P. Rose Hall est constitué de trois salles de spectacles :
- Rose Theater, avec 1 233 places.
- The Appel Room, avec 483 places, équipée d'une baie vitrée de 15 mètres sur 27 donnant sur Central Park.
- Dizzy's Club Coca-Cola, un petit club de jazz de 140 places, à la mémoire de Dizzy Gillespie.

Le bâtiment comprend également The Irene Diamond Education Center, un ensemble de salles de répétitions et d'enregistrement, ainsi que le Nesuhi Ertegün Jazz Hall of Fame (NEJHF), une installation multimédia comprenant un mur-vidéo de 5,50 m, des kiosques interactifs et des écrans tactiles. Les visiteurs peuvent y découvrir la vie et la musique des grands du jazz.

## Activités
La mission de Jazz at Lincoln Center est de divertir et d'étendre le public du jazz par des concerts et des actions de pédagogie et de diffusion. Avec le Jazz at Lincoln Center Orchestra, renommé dans le monde entier, et des artistes invités issus de tous les styles et de toutes les générations, le JALC produit des centaines d'évènements chaque saison - concerts, actions pédagogiques, émissions de radio - à New York son port d'attache, mais aussi dans le monde entier, pour des publics de tous les âges.
Jazz at Lincoln Center est dirigé par Robert J.Appel (Président). Wynton Marsalis est le Directeur général et artistique du JALC, et dirige le Jazz at Lincoln Center Orchestra (JLCO), orchestre en résidence depuis 1988.
Le JALC propose un calendrier annuel de spectacles, d'évènements éducatifs et télévisuels pour des publics de tous âges. Ces créations peuvent être des concerts, des tournées dans les festivals américains et internationaux, des résidences d'artistes, des programmes hebdomadaires de radio et de télévision, des enregistrements, des publications, un concours annuel de jazz pour les écoles de musique suivi d'un festival, un enseignement de la direction d'orchestre, un programme d'initiation au jazz pour les enfants (ou des études plus poussées à la Juilliard School), des éditions musicales, des concerts d'enfants, des lectures, des cours pour les adultes et des ateliers pour les étudiants et les enseignants. Jazz at Lincoln Center a produit environ 3 000 évènements au-cours de la saison 2008-2009.
Jazz at Lincoln Center propose 22 programmes d'enseignement et met à disposition ses ressources en ligne et ses éditions auprès du grand public. Dès l'âge de huit mois, les enfants peuvent suivre le programme WeBop! pour s'initier aux rythmes et à la danse, les groupes scolaires profitent des tournées new-yorkaises de la série de concerts Jazz for Young People (jazz pour les jeunes) et Jazz in the Schools (jazz à l'école), qui s'appuient sur des groupes de jazz professionnels. Les programmes éducatifs du JALC s'adressent gratuitement aux collégiens avec la Middle School Jazz Academy, et à partir de 13 ans ils peuvent participer au concours de jazz Essentially Ellington High School Jazz Band Competition and Festival (en). Il existe aussi des classes d'ensemble, des ateliers de formation personnalisés pour les enseignants, et une librairie de partitions musicales.

## Nesuhi Ertegün Jazz Hall of Fame

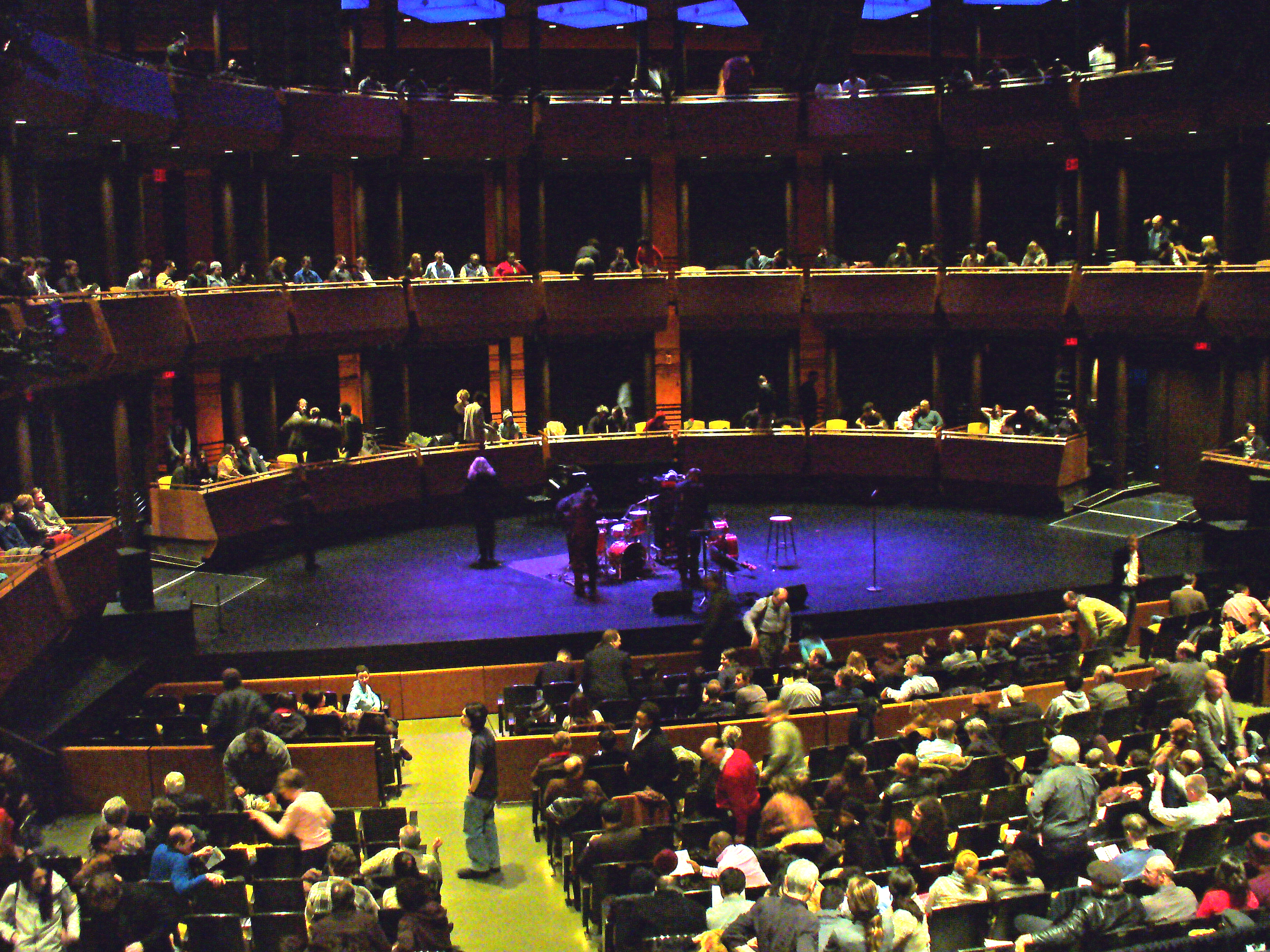
Rose Theater.

Les visiteurs du Frederick P. Rose Hall peuvent développer leur capacité d'écoute et approfondir leurs connaissances de l'histoire du jazz à la Swing University, au Jazz Talk, et dans la galerie commémorative (Nesuhi Ertegün Jazz Hall of Fame). Cette galerie a été baptisée en l'honneur de Nesuhi Ertegün, cofondateur du label Atlantic Records, qui enregistrait notamment Coltrane et Mingus.
Chaque année, un panel international composé de soixante musiciens, élèves, ou enseignants de 17 pays, est chargé de nommer et d'élire "les artistes les plus importants de l'histoire du jazz" pour leur "intronisation" dans la galerie des célébrités.

### Liste des artistes intronisés
2004
- Louis Armstrong (1901–1971), trompettiste
- Sidney Bechet (1897–1959), saxophoniste
- Bix Beiderbecke (1903–1931), cornettiste
- John Coltrane (1926–1967), saxophoniste
- Miles Davis (1926–1991), trompettiste
- Duke Ellington (1899–1974), pianiste
- Dizzy Gillespie (1917–1993), trompettiste
- Coleman Hawkins (1904–1969), saxophoniste
- Billie Holiday (1915–1959), chanteuse
- Thelonious Monk (1917–1982), pianiste
- Jelly Roll Morton (1884?–1941), pianiste
- Charlie Parker (1920–1955), saxophoniste
- Art Tatum (1909–1956), pianiste
- Lester Young (1909–1959), saxophoniste

2005
- Count Basie (1904–1984), pianiste, organiste
- Roy Eldridge (1911–1989), trompettiste
- Ella Fitzgerald (1917–1996), chanteuse
- Benny Goodman (1909–1986), clarinettiste
- Earl Hines (1903–1983), pianiste
- Johnny Hodges (1907–1970), saxophoniste
- "Papa" Jo Jones (1911–1985), batteur
- Charles Mingus (1922–1979), bassiste
- Joe "King" Oliver (1885–1938), cornettiste
- Max Roach (1924–2007), batteur
- Sonny Rollins (1930-....), saxophoniste
- Fats Waller (1904–1943), pianiste, organiste

2007
- Clifford Brown (1930–1956), trompettiste
- Benny Carter (1907–2003), saxophoniste, clarinettiste, trompettiste
- Charlie Christian (1916–1942), guitariste
- Django Reinhardt (1910–1953), guitariste

2008
- Ornette Coleman (1930-2015), pionnier du free jazz
- Gil Evans (1912-1988), compositeur de jazz
- Bessie Smith (1894-1937), chanteuse de blues
- Mary Lou Williams (1910-1981), pianiste

2010
- Bill Evans (1929-1980), pianiste
- Bud Powell (1924-1966), pianiste
- Billy Strayhorn (1915-1966), pianiste
- Sarah Vaughan (1924-1990), chanteuse

2013
- Art Blakey (1919-1990), batteur et chef d'orchestre
- Lionel Hampton (1908-2002), vibraphoniste, pianiste et batteur
- Clark Terry (1920-2015), trompettiste